# MV Blue Marlin

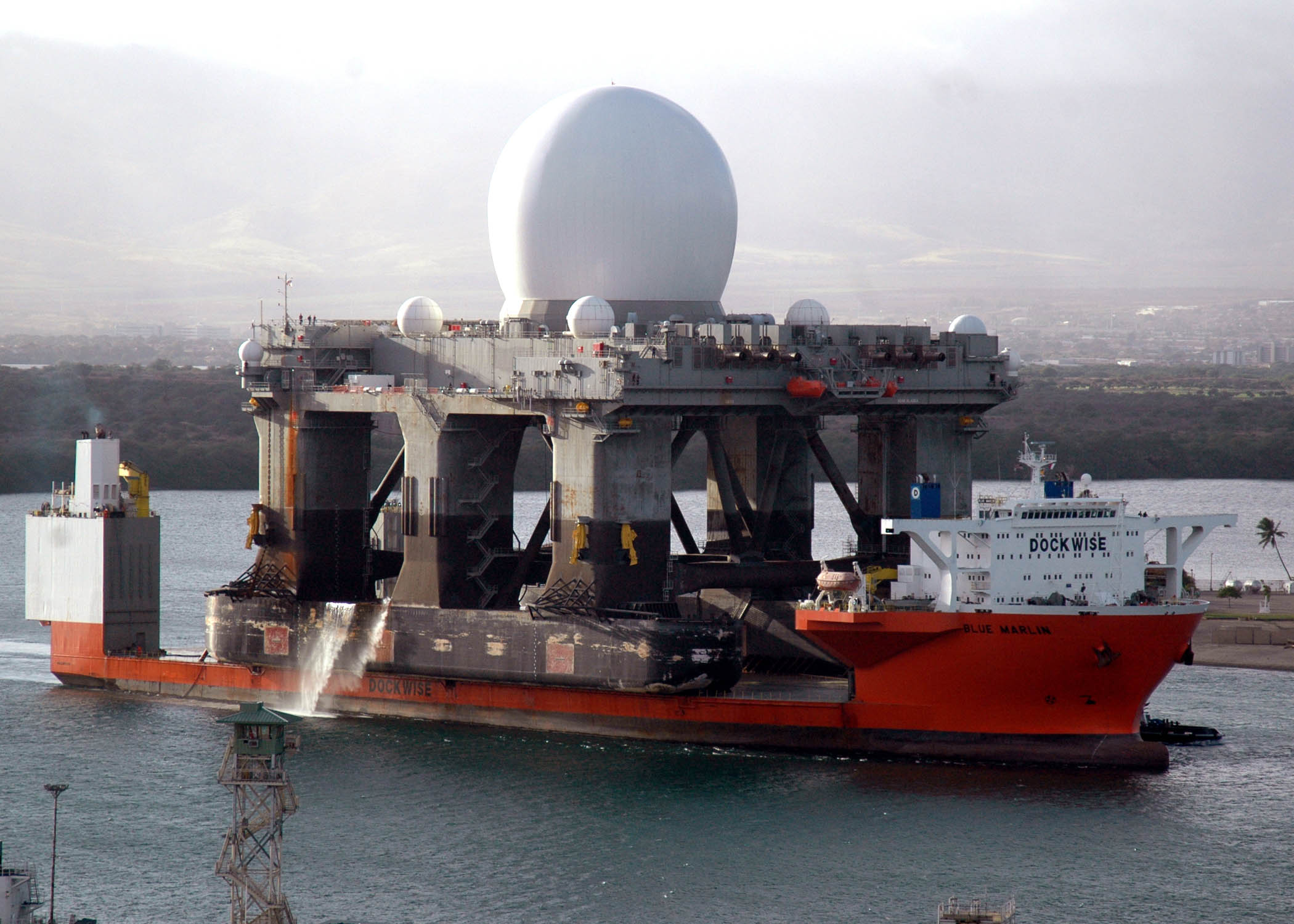
Морський радар SBX у Перл-Гарбор 8 січня 2006, транспортують на Аляску за допомогою MV Blue Marlin.

MV Blue Marlin — нідерландське напівзанурювальне вантажне судно, спроєктоване для перевезення великих морських бурових установок. Обладнане 38-ма кабінами, в яких можуть проживати 60 осіб, також на борту є сауна, тренажерний зал і басейн. MV Blue Marlin і споріднене йому судно MV Black Marlin належать до класу важких вантажних суден Marlin.

## Історія

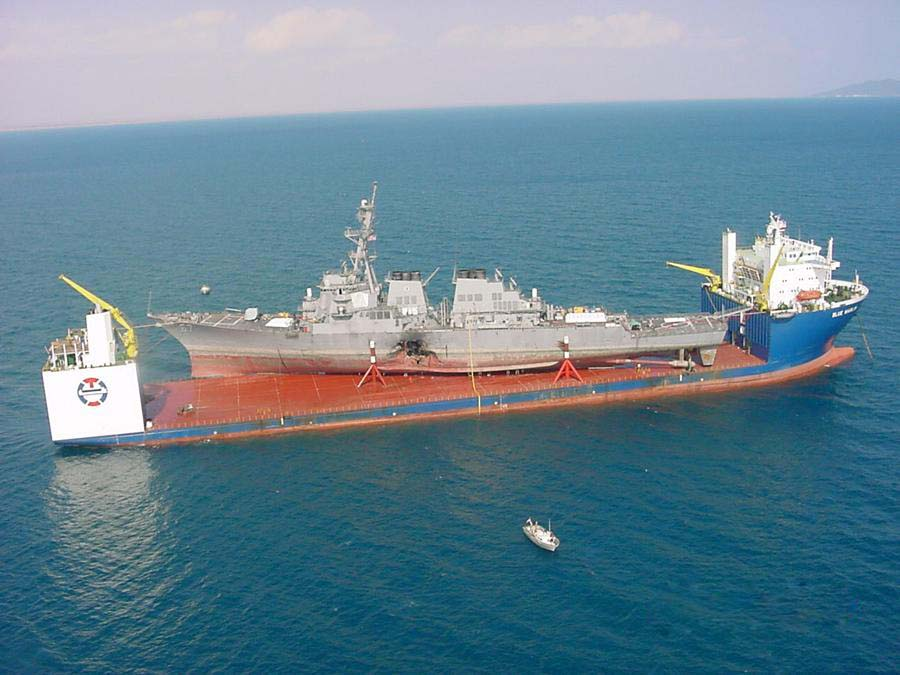
Транспортування американського есмінця DDG-67.

Судна серії Marlin, Blue Marlin і Black Marlin, належали норвезькій компанії «Offshore Heavy Transport» з початку їх закладки, в квітні 2000 і листопаді 1999 відповідно, до 6 липня 2001, коли вони були придбані Dockwise. 
ВМС США орендували Blue Marlin в Offshore Heavy Transport для транспортування есмінця USS Cole (DDG-67) назад до США після пошкодження в результаті теракту Аль-Каїди
У другій половині 2003 року судно пройшло модернізацію. В результаті воно стало містити більше людей і отримало два додаткових гребних гвинта для збільшення маневреності.
16 червня 2012 року судно прибуло в гавань Ферроль для підготовки до транспортування десантного корабля HMAS Canberra (LHD 02) в Мельбурн. Незавершений корабель був занурений на Blue Marlin 4 серпня 2012 року і мав відправитися за розкладом 12 серпня. Корабель було доставлено 17 жовтня 2012 року.

## Характеристики
| Характеристика         | Значення                  |
| ---------------------- | ------------------------- |
| Загальна довжина       | 217 м                     |
| Найбільша ширина       | 42 м                      |
| Висота борту           | 13.3 м                    |
| Літня осадка           | 10 м                      |
| Дедвейт                | 56,000 т                  |
| Довжина вантажної зони | 178,2 або 157,2 м         |
| Площа навантаження     | > 7,215 м2                |
| Крейсерська швидкість  | 14,5 вузлів (26,9 км/год) |
| Вміщує людей           | 55 осіб                   |
| Верф                   | CSBC, Гаосюн              |